# One in a Million (píseň)
One in a Million je rocková píseň od skupiny Guns N' Roses. Je závěrečnou skladbou na jejich studiovém albu G N' R Lies. Byla nahrána, stejně jako další písně tohoto alba, pouze za pomoci akustických kytar a vokálů, které nazpíval Axl Rose.
Ve Spojených státech skladba svým textem způsobila ostré reakce. Na začátku druhé sloky se zpívá ,,Police and niggers, get out of my way - Policajti a negři, vypadněte mi z cesty" a na začátku třetí sloky ,,Imigrants and faggots, they make no sense to me - Přistěhovalci a buzeranti pro mě nemají žádný smysl". Kvůli textu byl jeho autor Axl Rose nařčený z homofobie a rasismu. Proti tomu se bránil tvrzením, že si váží homosexuálů mezi zpěváky, jako jsou např. Freddie Mercury nebo Elton John, s kterým dokonce nazpíval společný duet. V roce 2000 Rose prohlásil, že další vydání G N' R Lies nebudou tuto píseň obsahovat, protože hudební kritici naprosto dezinterpretovali její text a jimi ovlivněná hudební veřejnost si jí nezaslouží slyšet. I přes jeho výhrůžky je píseň stále na albu obsazena.